# Liste der Baudenkmale in Schwaförden
In der Liste der Baudenkmale in Schwaförden sind alle Baudenkmale der niedersächsischen Gemeinde Schwaförden aufgelistet. Die Quelle der Baudenkmale ist der Denkmalatlas Niedersachsen. Der Stand der Liste ist der 17. März 2021.

## Allgemein
In den Spalten befinden sich folgende Informationen:
- Lage: die Adresse des Baudenkmales und die geographischen Koordinaten. Kartenansicht, um Koordinaten zu setzen. In der Kartenansicht sind Baudenkmale ohne Koordinaten mit einem roten Marker dargestellt und können in der Karte gesetzt werden. Baudenkmale ohne Bild sind mit einem blauen Marker gekennzeichnet, Baudenkmale mit Bild mit einem grünen Marker.
- Bezeichnung: Bezeichnung des Baudenkmales
- Beschreibung: die Beschreibung des Baudenkmales. Unter § 3 Abs. 2 NDSchG werden Einzeldenkmale und unter § 3 Abs. 3 NDSchG Gruppen baulicher Anlagen und deren Bestandteile ausgewiesen.
- ID: die Objekt-ID des Baudenkmales
- Bild: ein Bild des Baudenkmales, ggf. zusätzlich mit einem Link zu weiteren Fotos des Baudenkmals im Medienarchiv Wikimedia Commons. Wenn man auf das Kamerasymbol klickt, können Fotos zu Baudenkmalen aus dieser Liste hochgeladen werden:

## Schwaförden

### Gruppe: Forstamt Erdmannshausen
Die Gruppe „Forstamt Erdmannshausen“ hat die ID 34628129.

| Lage                                                  | Bezeichnung        | Beschreibung | ID       | Bild |
| ----------------------------------------------------- | ------------------ | --- | -------- | ---- |
| Erdmannshäuser Straße 126 52° 44′ 30″ N, 8° 48′ 42″ O | Wohnhaus           | Das eingeschossige verputzte massive Gebäude aus Backstein und mit neoklassizistischer Fassade wurde 1926 als Forsthaus auf einem Sockel und unter einem Halbwalmdach errichtet. | 34441334 |      |
| Erdmannshäuser Straße 126 52° 44′ 33″ N, 8° 48′ 42″ O | Wohnhaus           | Das eingeschossige verputzte Fachwerkgebäude wurde als Kutscherhaus unter einem Krüppelwalmdach errichtet.                                                                       | 34441386 |      |
| Erdmannshäuser Straße 126 52° 44′ 31″ N, 8° 48′ 42″ O | Wirtschaftsgebäude | Das eingeschossige verputzte massive und Fachwerkgebäude wurde 1926 unter einem Halbwalmdach errichtet.                                                                          | 34441362 |      |
| Erdmannshäuser Straße 126 52° 44′ 30″ N, 8° 48′ 37″ O | Park               | Im 19. und 20. Jahrhundert wurde der Wald und der Garten des Forstgehöfts gestalterisch angelegt.                                                                                | 34441307 | BW   |

### Einzelbaudenkmale
| Lage                                        | Bezeichnung | Beschreibung | ID       | Bild           |
| ------------------------------------------- | ----------- | --- | -------- | -------------- |
| Dorfstraße 62 52° 44′ 15″ N, 8° 49′ 53″ O   | Kirche      | Die evangelische Kirche ist ein gotischer Saalbau unter einem Satteldach. Das Untergeschoss des Turmes wurde um 1200 aus Feldsteinen erstellt, die anderen Mauern sind aus der Zeit um 1300. Der Anbau an der Nordseite wurde um 1900 erbaut. Die Ausmalung im Inneren stammt aus Anfang des 16. Jahrhunderts. | 34441286 | Weitere Bilder |
| Mallinghausen 13 52° 45′ 9″ N, 8° 50′ 59″ O | Scheune     | Die Fachwerkscheune (Feldscheune) mit Quereinfahrt wurde unter einem Walmdach errichtet. | 34441265 | BW             |